# Чашинский, Павел Иосифович
Чашинский Павел Иосифович (21.07.1867 — ?, Франция) — русский офицер, герой Первой мировой войны, участник Белого движения.
Из дворян Тамбовской губернии.
Окончил Михайловский Воронежский кадетский корпус. На военной службе с 1 сентября 1885 г. Окончил 2-е Константиновское военное училище по 1 разряду в 1887 г. С августа 1887 г.в чине подпоручика служил в Брест-Литовской крепостной артиллерии. Поручик (старшинство от 11.08.1890). Штабс-капитан (ст. 13.03.1900). Капитан (ст. 13.03.1904). По состоянию на 1 января 1909 г. в том же чине служил в 18-й артиллерийской бригаде. Подполковник (31.08.1911). В сентябре 1911 г. окончил Офицерскую артиллерийскую школу. С 31.08.1911 в 42-й артиллерийской бригаде. С 19.02.1914 командир 3-й батареи той же бригады.
Участник Первой Мировой войны в той же должности. Награждён орденом Св. Георгия 4-й ст. за бой 13.08.1914 у д. Княже. Полковник (ст. 27.04.1915). С 7 июля 1916 г. командир 9-го мортирного артиллерийского дивизиона.
В 1918 в армии Украинской державы. Командир 37-го легкого арт. полка (с 07.09.1918). После падения режима гетмана П. П. Скоропадского участвовал в Белом движении на юге России в рядах ВСЮР и Русской армии в Дроздовской артиллерийской бригаде до эвакуации Крыма. Галлиполиец. С осени 1925 в составе Дроздовского арт. дивизиона во Франции. Генерал-майор Белой армии. К 1940 член Общества офицеров-артиллеристов.

## Награды
- Медаль в память царствования Императора Александра III — 25 апреля 1897 г. ;
- Святой Станислав III степени — 21 мая 1899 г.;
- Святой Владимир за выслугу лет — 13 марта 1900 г.;
- Знак отличия за безупречную службу — 13 марта 1900 г.;
- Святая Анна III степени — 17 мая 1904 г.;
- Медаль в память русско-японской войны 1904—1905 гг. (тёмно-бронзовая);
- Святой Станислав II степени — 28 сентября 1909 г.;
- Святой Георгий IV степени — 15 мая 1915 г.;
- Георгиевское оружие — 20 ноября 1915 г.;
- мечи к ордену Св. Станислава 2-й ст. (15 августа 1916)